# تشارلز تيري
تشارلز سانفورد تيري (بالإنجليزية: Charles Sanford Terry)‏ (1864 - 1936) كان مؤرخًا إنجليزيًا وعالمًا موسيقيًا نشر على نطاق واسع عن التاريخ الإسكتلندي والأوروبي بالإضافة إلى حياة وأعمال يوهان سباستيان باخ.

## أعماله
نشر تيري على نطاق واسع في العديد من جوانب التاريخ الإسكتلندي، وكتب تاريخًا قصيرًا لأوروبا (1806-1915). نشر العديد من الكتب عن حياة وأعمال يوهان سباستيان باخ بين عامي 1915 و 1932 وأصبح معروفًا باسم مرجع في باخ؛ أصبحت أعماله كلاسيكية في منحة باخ.

## مرتبة الشرف
- دكتوراه فخرية في الموسيقى، جامعة أكسفورد، جامعة إدنبرة.
- دكتوراه في القانون من جامعة دورهام وجامعة غلاسكو وجامعة أبردين.
- دكتوراه فخرية، جامعة لايبزيغ، 1935، للاحتفال بالذكرى الـ 250 لميلاد يوهان سباستيان باخ.
- زميل فخري بكلية كلير، 1929.
- زميل فخري في الكلية الملكية للموسيقى.